# Beaumont-Pied-de-Bœuf (Mayenne)
Beaumont-Pied-de-Bœuf è un comune francese di 211 abitanti situato nel dipartimento della Mayenne nella regione dei Paesi della Loira.

## Società

### Evoluzione demografica
Abitanti censiti